# Ogün Temizkanoğlu
Ogün Temizkanoğlu, född 6 oktober 1969 i Hamm, är en turkisk fotbollstränare och före detta spelare. Under sin aktiva karriär spelade han främst för Trabzonspor och senare även för Fenerbahçe där han vann Süper Lig 2001. För Turkiets landslag gjorde Temizkanoğlu 76 landskamper och var med i både EM 1996 samt EM 2000.
Efter spelarkarriären har Temizkanoğlu bland annat tränat Turkiets U18-landslag.

## Meriter
Trabzonspor
- Turkiska cupen: 1992, 1995
- Turkiska Supercupen: 1995

Fenerbahçe
- Süper Lig: 2001